# Amperometria
Amperometria – technika analityczna, bazująca na pomiarze zależności natężenia prądu od stężenia substancji elektroaktywnej przy stałym potencjale. Stosuje się układ elektrody pracującej i odniesienia zanurzonych w badanym roztworze składającym się z elektrolitu i badanej substancji.